# Federico Garibaldi
Federico Garibaldi (Genova, 17 ottobre 1994) è un canottiere italiano.

## Biografia
Federico Garibaldi è nato a Genova il 17 ottobre 1994. Vive a Santo Stefano al Mare in provincia di Imperia. Fin da piccolo appassionato di sport (nuoto, pallanuoto e calcio), scopre il canottaggio grazie alla sua famiglia all'età di 10 anni. Il nonno, Federico Ramella, fu fondatore della Canottieri Santo Stefano al Mare. Venne a mancare prematuramente nell'ottobre del 1993 e lasciò così la direzione a suo figlio Andrea, nonché zio di Federico.
Nel 2004 inizia quindi la sua carriera agonistica a Santo Stefano al Mare allenato dallo zio fino all'età di 19 anni, quando si trasferisce a Genova per gli studi. Si iscrive così alla Canottieri Genovesi "Elpis". Nel 2019 fa ritorno alla società originaria. Nello stesso anno si laurea presso l'Università degli Studi di Genova in Economia delle Aziende Marittime, Logistica e Trasporti e nel 2023 completa il suo percorso di studi con la laurea magistrale in Economia e Management Marittimo e Portuale.

## Carriera
Inizia a praticare canottaggio nel 2004 all'età di 10 anni. Nel settore giovanile partecipa a molteplici gare nazionali e internazionali, soprattutto in Francia dove si iscrive prima allo Sporting Club Aviron Menton e successivamente alla Société Nautique de Monaco, partecipando a regate locali e alla Coupe de France. Iscritto alla società di casa, la Canottieri Santo Stefano al Mare, all'età di 17 anni nel 2011 vince la prima medaglia mondiale di Coastal Rowing a Bari, classificandosi terzo insieme a Riccardo Burato. Nel 2012 veste per la prima volta la maglia azzurra nel canottaggio olimpico, partecipando e vincendo la Coupe de la Jounesse a Banyoles in Spagna. Poco dopo viene convocato per il Mondiale Juniores a Plovdiv in Bulgaria dove partecipa come riserva. Nel 2013, dopo essersi diplomato, si laurea per la prima volta Campione del Mondo di Coastal Rowing ad Helsingborg in Svezia insieme al fratello Francesco. Nel 2014 si trasferisce a Genova e si iscrive alla Società Canottieri Genovesi Elpis. Partecipa ai Mondiali Universitari a Gravelines in Francia dove prende la medaglia d'argento insieme a Davide Mumolo. Nello stesso anno partecipa ai Mondiali Under 23 a Varese nel singolo e successivamente vince per la seconda volta consecutiva il Mondiale di Coastal Rowing sempre in coppia con il fratello. Nel 2015 vince ben 5 titoli italiani (due ori Under 23 nel doppio e nel quattro di coppia, 2 gran fondo e un titolo italiano di coastal rowing), partecipa ai Mondiali Under 23 a Plovdiv e alle Universiadi di Gwangju in Corea del Sud sempre in coppia con Davide Mumolo, dove si piazzano rispettivamente 8° e 6°. Partecipa, inoltre, ai Mondiali di Coastal Rowing a Lima in Perù sempre insieme al fratello dove si piazzano 5°. Nel 2016 si conferma ancora campione italiano nel doppio Under 23 insieme a Davide Mumolo più altri due titoli nella gran fondo, partecipa ai Mondiali Under 23 in quattro senza dove si classifica 8º e partecipa inoltre ai Mondiali Universitari a Poznań in Polonia, dove si piazza 4º nel singolo. Lo stesso anno vince la medaglia di bronzo ai Mondiali di Coastal Rowing nel quattro di coppia nel Principato di Monaco. Nel 2017 vince molte medaglie ai campionati italiani e partecipa ai Mondiali di Coastal Rowing a Thonon les Baines in Francia, piazzandosi 7º nel doppio con il fratello Francesco. Nel 2018 partecipa ai mondiali universitari a Shanghai come capitano della spedizione azzurra, vince la medaglia d'argento nel quattro senza e la medaglia di bronzo nella specialità dell'otto. Partecipa inoltre ai Mondiali di Coastal Rowing a Sidney in Canada piazzandosi 8º. Il 2019 lo vede protagonista ai Campionati Italiani di Società dove vince il titolo nel singolo senior e ai Campionati Italiani Coastal Rowing e Beach Sprint, dove conquista la medaglia d'oro in entrambe le competizioni. Partecipa poi ai Mondiali di Coastal Rowing a Hong Kong nel quattro di coppia primeggiando su tutti gli altri equipaggi laureandosi per la terza volta in carriera campione del mondo.

### Universiadi
| Anno | Categoria | Luogo   | Specialità | Tempo   | Risultato |
| ---- | --------- | ------- | ---------- | ------- | --------- |
| 2015 | Senior    | Gwangju | Doppio     | 6:19:57 | 6°        |

### Campionati Mondiali tipo "Flat Water"
| Anno | Categoria | Luogo     | Specialità    | Tempo   | Risultato |
| ---- | --------- | --------- | ------------- | ------- | --------- |
| 2012 | Junior    | Plovdiv   | Riserva       | -       | -         |
| 2014 | Under 23  | Varese    | Singolo       | 7:15:65 | 15°       |
| 2015 | Under 23  | Plovdiv   | Doppio        | 6:29:00 | 8°        |
| 2016 | Under 23  | Rotterdam | Quattro senza | 6:08:89 | 8°        |

### Campionati Mondiali tipo "Coastal Rowing"
| Anno | Categoria | Luogo                        | Specialità        | Tempo    | Risultato |
| ---- | --------- | ---------------------------- | ----------------- | -------- | --------- |
| 2011 | Senior    | Bari                         | Doppio            | 27:44:30 | Bronzo    |
| 2013 | Senior    | Helsingborg                  | Doppio            | 27:33:00 | Oro       |
| 2014 | Senior    | Salonicco                    | Doppio            | 24:17:41 | Oro       |
| 2015 | Senior    | Lima                         | Doppio            | 28:06:29 | 5°        |
| 2016 | Senior    | Principato di Monaco         | Quattro di coppia | 24:23:46 | Bronzo    |
| 2017 | Senior    | Thonon-les-Bains             | Doppio            | 26:39:06 | 7°        |
| 2018 | Senior    | Sidney (Columbia Britannica) | Singolo           | 28:12:08 | 8°        |
| 2019 | Senior    | Hong Kong                    | Quattro di coppia | 23:06:59 | Oro       |
| 2021 | Senior    | Oeiras                       | Quattro di coppia | 00:00:00 | 13°       |
| 2022 | Senior    | Saundersfoot                 | Singolo           | 25:32:97 | 12°       |
| 2023 | Senior    | Barletta                     | Doppio            | 28:40:18 | 13°       |

### Campionati Mondiali tipo "Beach Sprint"
| Anno | Categoria | Luogo        | Specialità | Tempo    | Risultato |
| ---- | --------- | ------------ | ---------- | -------- | --------- |
| 2022 | Senior    | Saundersfoot | Doppio Mix | 25:32:97 | 6°        |

### Campionati Mondiali Universitari
| Anno | Categoria    | Luogo      | Specialità    | Tempo   | Risultato |
| ---- | ------------ | ---------- | ------------- | ------- | --------- |
| 2014 | Universitari | Gravelines | Doppio        | 6:49:52 | Argento   |
| 2016 | Universitari | Poznań     | Singolo       | 6:58:45 | 4°        |
| 2018 | Universitari | Shanghai   | Quattro senza | 5:55:71 | Argento   |
| 2018 | Universitari | Shanghai   | Otto          | 5:43:94 | Bronzo    |

### Coppa del Mondo
| Anno | Categoria | Luogo  | Specialità        | Tempo   | Risultato |
| ---- | --------- | ------ | ----------------- | ------- | --------- |
| 2015 | Senior    | Varese | Doppio            | 6:18:10 | 17°       |
| 2016 | Senior    | Varese | Quattro di coppia | 6:01:37 | 7°        |

### Campionati Europei tipo "Coastal Rowing"
| Anno | Categoria | Luogo            | Specialità        | Tempo    | Risultato |
| ---- | --------- | ---------------- | ----------------- | -------- | --------- |
| 2023 | Senior    | La Seyne-sur-Mer | Quattro di coppia | 25:08:20 | 5°        |
| 2023 | Senior    | La Seyne-sur-Mer | Singolo           | 29:56:10 | 12°       |

### Campionati Europei tipo "Beach Sprint"
| Anno | Categoria | Luogo         | Specialità | Tempo    | Risultato |
| ---- | --------- | ------------- | ---------- | -------- | --------- |
| 2022 | Senior    | San Sebastián | Doppio Mix | 00:00:00 | 4°        |

### Regate Internazionali in Maglia Azzurra
| Anno | Categoria | Luogo                         | Specialità                       | Tempo    | Risultato |
| ---- | --------- | ----------------------------- | -------------------------------- | -------- | --------- |
| 2020 | Senior    | Marina di Castagneto Carducci | Quattro di coppia Coastal Rowing | 22:25:02 | Oro       |
| 2020 | Senior    | Marina di Castagneto Carducci | Singolo Beach Sprint             | 02:43:00 | Argento   |
| 2021 | Senior    | Marina di Castagneto Carducci | Singolo Coastal Rowing           | 35:27:72 | 6°        |

| Anno | Categoria | Luogo    | Specialità        | Tempo   | Risultato |
| ---- | --------- | -------- | ----------------- | ------- | --------- |
| 2012 | Junior    | Banyoles | Quattro di coppia | 6:08:61 | Oro       |
| 2012 | Junior    | Banyoles | Quattro di coppia | 6:15:16 | Oro       |

| Anno | Categoria | Luogo     | Specialità        | Tempo   | Risultato |
| ---- | --------- | --------- | ----------------- | ------- | --------- |
| 2014 | Senior    | Piediluco | Quattro di coppia | 6:04:88 | Bronzo    |
| 2014 | Senior    | Piediluco | Quattro di coppia | 6:07:32 | Argento   |
| 2015 | Senior    | Piediluco | Quattro di coppia | 6:09:47 | Bronzo    |
| 2015 | Senior    | Piediluco | Quattro di coppia | 6:04:81 | 4°        |
| 2016 | Senior    | Piediluco | Quattro di coppia | 6:06:83 | 4°        |
| 2016 | Senior    | Piediluco | Quattro di coppia | 6:28:43 | FND       |
| 2018 | Senior    | Piediluco | Due senza         | 6:53:53 | FND       |
| 2018 | Senior    | Piediluco | Due senza         | 7:04:75 | FND       |

### Campionati Italiani tipo "Flat Water"
| Anno | Categoria  | Luogo     | Specialità            | Tempo   | Risultato |
| ---- | ---------- | --------- | --------------------- | ------- | --------- |
| 2007 | Senior     | Corgeno   | Timoniere Quattro con | 7:06:80 | 8°        |
| 2009 | Ragazzi    | Gavirate  | Due senza             | 8:00:70 | FND       |
| 2010 | Ragazzi    | Piediluco | Singolo               | 7:53:79 | FND       |
| 2010 | Junior     | Mantova   | Singolo               | 7:40:70 | FND       |
| 2011 | Junior     | Ravenna   | Quattro di coppia     | 6:55:42 | FND       |
| 2011 | Junior     | Ravenna   | Doppio                | -       | RIT       |
| 2011 | Under 23   | Gavirate  | Quattro di coppia     | 6:32:70 | 7°        |
| 2012 | Junior     | Milano    | Singolo               | 7:28:29 | 5°        |
| 2012 | Under 23   | Piediluco | Quattro di coppia     | 6:19:20 | 7°        |
| 2012 | Under 23   | Piediluco | Doppio                | 7:07:82 | 5°        |
| 2013 | Under 23   | Varese    | Due senza             | 7:19:15 | 5°        |
| 2014 | Under 23   | Sabaudia  | Quattro con           | 6:16:32 | Argento   |
| 2014 | Under 23   | Sabaudia  | Quattro di coppia     | 5:55:69 | Bronzo    |
| 2014 | Senior     | Varese    | Quattro di coppia     | 5:54:12 | Argento   |
| 2015 | Under 23   | Napoli    | Doppio                | 7:00:90 | Oro       |
| 2015 | Under 23   | Napoli    | Quattro di coppia     | 6:30:80 | Oro       |
| 2015 | Senior     | Ravenna   | Doppio                | -       | RIT       |
| 2015 | Senior     | Ravenna   | Due con               | 7:18:01 | Bronzo    |
| 2016 | Under 23   | Gavirate  | Doppio                | 6:22:30 | Oro       |
| 2016 | Under 23   | Gavirate  | Otto                  | 5:46:02 | Argento   |
| 2016 | Senior     | Ravenna   | Quattro con           | 6:18:86 | 4°        |
| 2016 | Senior     | Ravenna   | Quattro senza         | 6:03:01 | Argento   |
| 2017 | Senior     | Milano    | Singolo               | 7:08:30 | FND       |
| 2017 | Senior     | Milano    | Quattro di coppia     | 6:24:26 | 4°        |
| 2017 | Senior Soc | Ravenna   | Singolo               | 7:08:39 | Argento   |
| 2017 | Senior Soc | Ravenna   | Otto                  | 5:55:72 | Bronzo    |
| 2018 | Senior     | Varese    | Doppio                | 6:28:24 | 4°        |
| 2018 | Senior     | Varese    | Quattro di coppia     | 5:57:41 | Argento   |
| 2019 | Senior     | Varese    | Singolo               | 7:08:81 | 5°        |
| 2019 | Senior Soc | Pusiano   | Singolo               | 7:03:54 | Oro       |
| 2020 | Senior     | Varese    | Singolo               | 7:08:45 | Bronzo    |

### Campionati Italiani tipo "Beach Sprint"
| Anno | Categoria | Luogo              | Specialità | Tempo    | Risultato |
| ---- | --------- | ------------------ | ---------- | -------- | --------- |
| 2019 | Senior    | Pescara            | Doppio     | 02:54:25 | Oro       |
| 2020 | Senior    | Lignano Sabbiadoro | Singolo    | 02:33:55 | Oro       |
| 2022 | Senior    | Barletta           | Singolo    | 03:19:00 | 4°        |
| 2022 | Senior    | Barletta           | Doppio Mix | 03:01:18 | Argento   |

### Campionati Italiani tipo "Regolamentare"
| Anno | Categoria | Luogo                 | Specialità   | Tempo    | Risultato |
| ---- | --------- | --------------------- | ------------ | -------- | --------- |
| 2013 | Senior    | Genova                | Doppio canoe | 6:33:30  | Argento   |
| 2014 | Senior    | Trieste               | Otto yole    | 04:37:54 | Oro       |
| 2015 | Senior    | Palermo               | Doppio canoe | 05:28:71 | Bronzo    |
| 2016 | Senior    | Brindisi              | Otto yole    | 04:52:11 | Argento   |
| 2018 | Senior    | San Giorgio di Nogaro | Doppio canoe | 05:34:07 | Oro       |
| 2018 | Senior    | San Giorgio di Nogaro | Otto yole    | 05:15:37 | Bronzo    |

### Campionati Italiani tipo "Coastal Rowing"
| Anno | Categoria | Luogo                    | Specialità        | Tempo    | Risultato |
| ---- | --------- | ------------------------ | ----------------- | -------- | --------- |
| 2011 | Senior    | Duino                    | Doppio            | 40:43:50 | 7°        |
| 2012 | Senior    | San Benedetto del Tronto | Doppio            | 34:00:00 | Argento   |
| 2013 | Senior    | Genova                   | Doppio            | 35:05:00 | 4°        |
| 2015 | Senior    | Luino                    | Doppio            | 30:16:10 | Oro       |
| 2016 | Senior    | Lignano Sabbiadoro       | Quattro di coppia | 30:13:30 | Argento   |
| 2017 | Senior    | Maiori                   | Quattro di coppia | 20:14:70 | Argento   |
| 2018 | Senior    | Palermo                  | Quattro di coppia | 26:07:42 | 5°        |
| 2019 | Senior    | Pescara                  | Doppio            | 23:20:77 | Oro       |
| 2020 | Senior    | Lignano Sabbiadoro       | Doppio            | 11:35:84 | Argento   |
| 2023 | Senior    | Genova                   | Quattro di coppia | 24:37:69 | Argento   |

### Campionati Italiani Gran Fondo
| Anno | Categoria | Luogo                 | Specialità    | Tempo    | Risultato |
| ---- | --------- | --------------------- | ------------- | -------- | --------- |
| 2015 | Under 23  | San Giorgio di Nogaro | Singolo       | 24:17:10 | Oro       |
| 2015 | Under 23  | Pisa                  | Doppio        | 20:32:00 | Oro       |
| 2016 | Under 23  | San Giorgio di Nogaro | Singolo       | 24:28:90 | Oro       |
| 2016 | Under 23  | Pisa                  | Doppio        | 21:31:32 | Oro       |
| 2017 | Senior    | San Giorgio di Nogaro | Singolo       | 25:46:50 | Argento   |
| 2017 | Senior    | Pisa                  | Quattro senza | 20:37:76 | Bronzo    |
| 2018 | Senior    | San Giorgio di Nogaro | Singolo       | 25:02:50 | Bronzo    |

## Regata Storica delle Antiche Repubbliche Marinare
Nel 2017 partecipa per la prima volta nella squadra di Genova alla Regata delle Antiche Repubbliche Marinare a Pisa. Alla sua prima partecipazione vince la Regata, 17 anni dopo l'ultima vittoria genovese. Nel 2018, nell'edizione svoltasi in casa a Genova, l'equipaggio arriva secondo a pochi centesimi dalla squadra di Amalfi. Nel 2019, a Venezia, si classifica secondo dietro la squadra di casa a meno di 30 centesimi di distacco. Il 2019 regala la seconda vittoria per l'armo genovese in casa, a Genova. L'anno successivo ad Amalfi, il galeone di Genova conclude in 3ª posizione dietro ad Amalfi (campione) e Venezia.

## Immagine pubblica e attività extra sportive
Federico negli anni ha partecipato a molte iniziative legate alla pubblicizzazione dello sport nelle scuole per parlare del connubio tra scuola e sport. Ne sono testimonianza gli inviti da parte del CONI Liguria-Genova e l'organizzazione Stelle nello Sport di Genova. Inoltre, è stato invitato come ospite ad alcune serate di organizzazioni come il Lions Club di Arma di Taggia e al Panathlon Club di Genova. Grazie ai suoi risultati sportivi, inoltre, Federico viene spesso coinvolto come ospite in serate a livello locale.